# Testa di rapa
Testa di rapa, également orthographié Testadirapa, est un  film-comédie italien réalisé par Giancarlo Zagni sorti en 1966.
Il a été projeté au Festival du Film de Venise, où il a remporté la plaque Leone di San Marco.

## Synopsis
En 1870,  une  jeune enseignante piémontaise est affectée pour son premier poste dans un petit village de Toscane. Son activité est constamment entravée par les agriculteurs locaux, dont certains sont opposés à la loi sur l'enseignement obligatoire et n'ont pas l'intention d'envoyer leurs enfants à l'école.
Parmi ceux-ci, l'un des plus déterminés est Furente Testadirapa, le père du petit Gosto, qui veut garder son fils pour faire les travaux des champs. À ses yeux, l'étude est une perte de temps. Gosto, cependant, est fasciné par cette nouvelle expérience et un jour il va à l'école sans demander la permission à son père. Furente Testadirapa fait irruption dans la classe et reprend son fils. Cependant, son comportement violent lui vaut une peine de six mois de prison. Pendant ce temps, l'enseignante, émue par  Gosto, prend soin de lui et avec un vieil ami de Testadirapa, aide le garçon à labourer son champ. Après avoir purgé sa peine, Testadirapa de retour chez lui est émerveillé à la vue de son champ parfaitement labouré. Mais les surprises ne sont pas terminées : Gusto a appris à lire, à écrire et à compter. Testadirapa change d'avis et  se réconcilie avec son fils et l'enseignante.

## Distribution
- Folco Lulli : Testa Di Rapa
- Gigliola Cinquetti : Angelina
- Federico Scrobogna : Gosto
- Umberto D'Orsi : le maire
- Carlo Croccolo : Salomone
- Franco Gulà : Pinzi
- Franco Parenti : inspecteur d'école
- Pippo Starnazza : le préteur
- Marco Tulli : Lucaccini